# 試作九糎空挺隊用噴進砲
試作九糎空挺隊用噴進砲（しさく9せんちくうていたいようふんしんほう）は、大日本帝国陸軍が試作した携帯式対戦車ロケットランチャーである。試製九糎空挺隊用噴進砲(しせい-)とも呼ばれる。

## 概要
この砲は、試製四式七糎噴進砲と同時期に研究、試作された威力増大型の試製九糎噴進砲を元にしており、砲身長1500mmであった試製九糎噴進砲をより携行に適した1200mmに切り詰めたもので、構造・機能は七糎や九糎とほぼ同じである。
後脚部につけられている簡単な駐鋤は射撃時の安定を良好にさせるためのもので、調整できるようになっていた。
有翼型のタ弾を使用し、120mm鋼板を貫通する弾丸効力をもっていた。
空挺隊用の対戦車主力装備として計画されたが、伊良湖試験場で竣工試験が行われたのは1944年（昭和19年）7月のことだった。